# Axel von Ambesser
Axel von Ambesser, egentligen Axel Eugen Alexander von Oesterreich, född 22 juni 1910 i Hamburg, Kejsardömet Tyskland, död 6 september 1988 i München, Västtyskland, var en tysk skådespelare, regissör och manusförfattare. 
Han började spela vid Hamburger Kammerspiele 1930 och undervisades av Erich Ziegel. Senare var han engagerad vid Münchner Kammerspiele, Deutsches Theater, Berlin och Theater in der Josefstadt i Wien. Han gjorde främst hjälteroller och komediroller. 
Han filmdebuterade 1935, men engagerade sig inte lika mycket för filmen som för teatern. Han gjorde en huvudroll för Wolfgang Staudte 1944 i Der Mann, dem man den Namen stahl. Staudte gjorde sedan en nyversion 1948 med den svenska titeln Fridolins sällsamma äventyr då det antogs att den ursprungliga filmen gått förlorad, åter med von Ambesser i huvudrollen. Efter andra världskrigets slut blev han allt mer aktiv som manusförfattare och regissör till teaterpjäser. 1960 stod han för regin till filmen Soldaten Svejk med Heinz Rühmann i huvudrollen. Den kom att nomineras till en Golden Globe i kategorin "bästa utländska film". Han var verksam fram till 1980-talets mitt. 1985 utkom han med självbiografin Nimm einen Namen mit A och tilldelades tyska filmpriset Filmband in Gold för sin samlade karriär.

## Filmografi, urval
- 1939 – Ett hopplöst fall
- 1941 – En natt i Siebenbürgen
- 1943 – Kvinnor är inga änglar
- 1948 – Fridolins sällsamma äventyr
- 1955 – Dansande stjärnor
- 1960 – Gustav Adolfs Page